# Brandon Hazzard
Brandon Hazzard (ur. 14 listopada 1987 w Atlancie) – amerykański koszykarz grający na pozycji rzucającego obrońcy. W 2012 był zawodnikiem Polpharmy Starogard Gdański.

## Życiorys
Brandon Hazzard rozpoczynał swoją karierę koszykarską od występów w dywizji I NCAA w barwach zespołu Troy Trojans reprezentującego szkołę Troy University. W drużynie tej w ciągu 4 sezonów rozegrał 102 mecze, w których zdobył w sumie 1255 punktów. W sezonie 2009/2010 został wybrany do "pierwszej piątki" konferencji Sun Belt Conference. Otrzymał także tytuł Koszykarza Roku tej konferencji. Do "pierwszej piątki" konferencji Sun Belt Conference wybrano go także w sezonie 2008/2009.
Po zakończeniu kariery uniwersyteckiej, latem 2010, wystąpił w rozgrywkach Ligi Letniej NBA w barwach klubu Charlotte Bobcats. Nie podpisał jednak kontraktu z żadną z drużyn i w listopadzie tego samego roku wziął udział w drafcie do ligi NBA Development League. Został wówczas wybrany w siódmej rundzie z numerem 11 przez klub Sioux Falls Skyforce, z którym 1 listopada 2010 podpisał kontrakt. 2 tygodnie później, 14 listopada jego umowa została rozwiązana.
Brandon Hazzard z przyczyn osobistych w sezonie 2010/2011 nie występował w żadnych profesjonalnych rozgrywkach. W lutym 2012 przyjechał na trzytygodniowe testy w Polpharmie Starogard Gdański. 10 lutego tego samego roku podpisał kontrakt z Polpharmą, mający obowiązywać do końca sezonu 2012/2013. W nowym zespole zadebiutował 2 dni później, 12 lutego, w meczu przeciwko klubowi Turów Zgorzelec, w którym zdobył 17 punktów. 1 kwietnia 2012, w meczu przeciwko ŁKS-owi Łódź, zdobywając 45 punktów, ustanowił rekord sezonu 2011/2012 pod względem ilości punktów zdobytych przez zawodnika w jednym meczu w Polskiej Lidze Koszykówki. Osiągnięty przez niego wynik punktowy jest siódmym w historii ligi od momentu wprowadzenia oficjalnych statystyk w 1998 (ex aequo z Otisem Hillem) i piątym jeśli chodzi o osiągnięcia zdobyte w czasie regulaminowego czasu gry (bez dogrywek). W sumie w sezonie 2011/2012 Hazzard wystąpił w 14 meczach ligowych, w których zdobył łącznie 196 punktów.

## Statystyki podczas występów w Polsce
| Sezon     | Drużyna         | M  | S5 | MPG  | FG% | 3P% | FT% | RPG | APG | SPG | BPG | PPG  |
| --------- | --------------- | -- | -- | ---- | --- | --- | --- | --- | --- | --- | --- | ---- |
| 2011/2012 | Polpharma (PLK) | 14 | 11 | 21,2 | 42% | 41% | 86% | 2,6 | 1,2 | 1,0 | 0,1 | 14,0 |